# Библиоклепт
Библиоклепт је назив за особу која краде књиге. Доводи се у везу с појмом клептоманија, обзиром да представља један од подтипова овог психичког обољења.

## Етимологија
Етимолошки посматрано, појам библиоклепт води порекло од грчких речи библио (у преводу књига) и клептес (у значењу крадљивац; лопов), стога се овај појам у целости може превести као крадљивац књига.

## У популарној култури
Поред тога што се овај појам користи као стручан термин у медицини и психологији, он представља и назив популарног сајта који се бави рецензијама књига, поезије, слика и фотографија и осталих видова уметности.